# 3세대 비디오 게임기
비디오 게임의 역사에서 3세대 비디오 게임기(third generation of video game consoles)는 1983년 7월 15일에 동시에 발매된 닌텐도의 패밀리 컴퓨터와 세가의 SG-1000로 시작한 시대의 게임기들을 가리킨다. 당시 게임기 내 중앙처리장치의 연산단위를 따 8비트 시대(8-bit era)라도 칭하기도 한다. 3세대 비디오 게임기 시대는 1983년 비디오 게임 위기에 마침표를 찍고 가정용 비디오 게임기 시장의 중심이 미국에서 일본으로 이동하는 결과를 낳았다.
3세대 게임기 시대에 일어난 그래픽과 사운드 성능의 대대적인 개선은 아케이드 비디오 게임의 황금기에 비견할 만한 대변혁이었다. 화면 내 표시할 수 있는 동시발색수 및 총발색가능수가 증가하고 해상도가 대폭 넓어졌으며, 화면상 스프라이트 처리수가 증가하고 스크롤링 및 유사 3D 효과까지 적용할 수 있게 되면서 개발사들이 화면에 유동적이고 자세한 상황을 표시할 수 있게 됐다. 오디오 기술의 발달은 게임기에 괄목할 만한 소리의 다양성을 가져왔다. 이 당시 주목할 성과는 닌텐도의 《젤다의 전설》같이 카트리지 내에 메모리와 배터리를 장착해 게임 세이브를 지원하는 게임이 등장한 것이다. 플레이어가 진행상황을 저장할 수 있는 환경이 생성되면서 게임 내에서 플레이어가 더욱 확장된 세계를 탐험하고 깊이있는 이야기를 즐길 수 있는 기회가 늘어났다. 이는 차세대에서 저장수단이 복합화하는 방향으로 발전해 이후 메모리 카드, 하드 디스크 드라이브와 클라우드 스토리지가 게임에 활용되는 초석이 됐다.
이 세대에서 가장 많이 팔린 게임기는 닌텐도의 패밀리 컴퓨터였으며, 그 외 상업적 성공을 이룬 게임기로 세가의 세가 마스터 시스템(SG-1000의 후속기기)와 아타리 7800이 있다. 일본 및 북미 지역에서 가장 지배적인 게임기는 패밀리 컴퓨터였으며, 브라질에서는 마스터 시스템이 우세했고 유럽 지역에선 두 게임기들이 비슷한 시장지분을 유지했다. 3세대에서 휴대용 게임기의 지분은 아직 비교적 미미해, 이 당시 닌텐도가 1980년 발매한 게임 & 워치와 밀튼 브래들리가 1979년 발매한 마이크로비전는 원시적인 사양을 갖춰 보통 2세대 게임기로 분류한다. 3세대 게임기들은 주로 8비트 마이크로프로세서를 장착했으며 이는 이전 세대 게임기들과 동일한데, 3세대 시대 말 무렵부터 '비트'로 게임기를 구분하는 현상이 나타났다. 이는 이후 4세대에서 세가의 메가 드라이브가 16비트 게임기로 대대적으로 홍보하는 정책으로 이어졌다. 3세대 게임기 시대는 1980년대 말 4세대 16비트 게임기들이 등장하면서 하락이 시작했고, 2003년 9월 25일 패밀리 컴퓨터 생산이 공식적으로 중단되면서 끝이 났다.

## 게임기

### 비교
| 이름               | 이름               | SG-1000                                                                                     | 패밀리 컴퓨터 | 세가 마스터 시스템 | 아타리 7800                                                                         |
| ------------------ | ------------------ | ------------------------------------------------------------------------------------------- | --- | --- | ----------------------------------------------------------------------------------- |
| 제조사             | 제조사             | 세가                                                                                        | 닌텐도 | 세가 | 아타리                                                                              |
| 사진               |                    |                                                                                             | | |                                                                                     |
| 출시 가격          | 출시 가격          | JP¥15,000                                                                                   | - JP¥14,800 - US$180 - CA$240 | - JP¥15,000 - US$199.99 - £99.95 | US$140                                                                              |
| 발매일             | 발매일             | - 일본: 1983년 7월 15일 - NZ: 1983                                                          | - 일본: 1983년 7월 15일 - 북미: 1985년 10월 18일 - 유럽: 1986년 9일 - WW: 1987 | - 일본: 1985년 10월 20일 - 북미: 1986년 10월 - WW: 1987년 6월 | - 북미: 1986년 5월 - WW: 1987년 7월                                                 |
| 매체               | 매체               | - 카트리지 - 카세트 (키보드 기기 사용시) - 데이터 카드 (카드 캐처 필요)                     | - 카트리지 - 3″ 플로피 디스크 (패미컴 디스크 시스템 필요, 일본만 출시) | - 카트리지 - 데이터 카드 (초기 모델 한정) | 카트리지                                                                            |
| 최다판매 게임 (장) | 최다판매 게임 (장) | N/A                                                                                         | - "슈퍼 마리오 브라더스" (팩인), 4024만 (1999년 기준) - "슈퍼 마리오 브라더스 3", 1800만 (2003년 5월 21일 기준) | - "행온" 및 "사파리 헌트" (내장) - "알렉스 키드의 미라클 월드" (팩인) - "소닉 더 헤지혹" (팩인) | "폴 포지션 II" (팩인)                                                               |
| 하위호환           | 하위호환           | 없음                                                                                        | 없음 | SG-1000 (일본기기 한정) | 아타리 2600                                                                         |
| 주변기기 (소매)    | 주변기기 (소매)    | - 바이크 핸들 컨트롤러 - 카드 캐처 - 세가 핸들 컨트롤러 - 세가 래피드 파이어 유닛 - SK-1100 | - 패미컴 디스크 시스템 (일본 한정) - NES 어드밴티지 - NES 포 스코어 - NES 맥스 - NES 새틀라이트 - NES 재퍼 - 파워 패드 - HVC-012 - 패미컴 3D 시스템 (일본 한정)                                                                         | - 라이트 페이저 - 세가 3D 글래시스 - 세가 컨트롤 스틱 - 세가 핸들 컨트롤러 - 세가 패들 컨트롤 - 세가 프로 액션 리플레이 - 세가 리모트 컨트롤 시스템 - 세가 래피드 파이어 유닛 - 세가 SG 커맨더 - 세가 스포츠 패드 | - XG-1                                                                              |
| CPU 클럭 속도      | CPU 클럭 속도      | NEC 780C (Z80 기반) 3.58 MHz (3.55 MHz PAL)                                                 | 리코 2A03 (6502 기반) (1.79 MHz (1.66 MHz PAL)):149 | 자일로그 Z80A (4 MHz) | 커스텀 6502C (1.19 MHz or 1.79 MHz)                                                 |
| GPU                | GPU                | - 텍사스 인스트러먼츠 TMS9918 - 야마하 YM2217 VDP (후기 모델)                               | 리코 PPU | 야마하 YM2602 VDP | - 아타리 MARIA - 아타리 TIA (텔레비전 인터페이스 어댑터)                            |
| 사운드 칩          | 사운드 칩          | - 텍사스 인스트러먼츠 SN76489 - 야마하 VDP PSG (후기 모델)                                  | - NTSC: 리코 2A03:147 - PAL: 리코 2A07:109 패미컴 디스크 시스템: - 닌텐도 2C33 | - 야마하 VDP PSG (SN76496) 일본모델 한정: - 야마하 YM2413 | - 아타리 TIA 일부 카트리지 칩: - 아타리 POKEY                                       |
| 메모리             | 메모리             | 3 KB RAM - 1 KB 메인 RAM - 2 KB 비디오 RAM                                                  | 4.277 KB (4380 바이트) RAM - 2 KB 메인 RAM:149 - 2 KB 비디오 RAM - 256 바이트 스프라이트 할당 RAM - 28 바이트 팔레트 RAM 강화: - MMC 칩: 최대 8 KB 작업 RAM 및 12 KB 비디오 RAM - 패미컴 디스크 디스템: 32 KB 작업 RAM, 8 KB 비디오 RAM | 24.031 KB (24,608 바이트) RAM - 8 KB 메인 XRAM - 16 KB 비디오 XRAM (256 바이트 스프라이트 할당 테이블) - 32 바이트 팔레트 RAM                                                                                     | 4 KB RAM - 4 KB 메인 RAM (200 바이트 프레임버퍼)                                    |
| 화면               | 해상도             | 256×192                                                                                     | 256×240 | 256×192, 256×224, 256×240 | 160×200, 320×200                                                                    |
| 화면               | 팔레트             | 21색                                                                                        | 54색:149 | 64색 | 256색 (16 색상, 16 루마)                                                            |
| 화면               | 화면발색수         | 동시 16색 (스프라이트당 1색)                                                                | 동시 25색 (스프라이트당 4색) | 동시 32색 (스프라이트당 16색) | 동시 25색 (스프라이트당 1, 4 혹은 12색)                                             |
| 화면               | 스프라이트         | - 화면 최대 32개 (스캔라인당 4개) - 8×8, 8×16 픽셀 - 정수배 확대 16×32픽셀까지              | - 화면 최대 64개 (스캔라인당 8개) - 8×8, 8×16 픽셀 - 스프라이트 반전:119 | - 화면 최대 64개 (스캔라인당 8개) - 8×8에서 16×16 픽셀 - 정수 스프라이트 확대 최대 32×32 픽셀까지 | - 디스플레이 리스트 - 스프라이트 100개 (배경 미포함 스캔라인당 30개)                |
| 화면               | 배경               | 타일맵 플레이필드, 8×8 타일                                                                 | 타일맵 플레이필드, 8×8 타일 | 타일맵 플레이필드, 8×8 타일, 타일 반전 | N/A                                                                                 |
| 화면               | 스크롤링           | N/A                                                                                         | 부드러운 하드웨어 스크롤, 종횡 방향 MMC 칩: IRQ 인터룹트, 대각선 스크롤, 줄 스크롤, 분할화면 스크롤 | 부드러운 하드웨어 스크롤, 종/횡/대각선 방향, IRQ 인터룹트, 줄 스크롤, 분할화면 스크롤 | 거친 스크롤, 종횡 방향                                                              |
| 오디오             | 오디오             | 모노 오디오: - 방형파 채널/보이스 3개 - 노이즈 생성 1개                                     | 모노 오디오: - 방형파 채널 2개 - 삼각파 채널 1개 - 노이즈 생성 1개 - DPCM 채널 1개, 6비트 오디오, 4.2~33.5 kHz 샘플링 레이트 일본모델 한정: - 추가 카트리지 칩 - 웨이브테이블 합성 1개 (패미컴 디스크 시스템)                           | 모노 오디오: - 방형파 채널 3개 - 노이즈 생성 1개 일본모델 한정: - FM 음원 연산자 2개 - FM 음원 채널 9개 | 모노 오디오::121 - 방형파 2개 부가 카트리지 칩: - 방형파 채널 4개 - 노이즈 생성 1개 |

### 기타 게임기

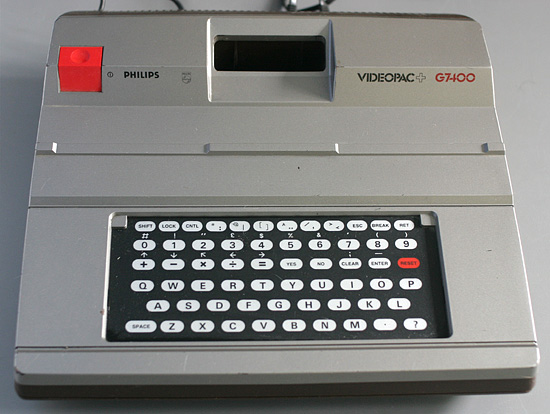
필립스 비디오팩 + G7400 (1983)
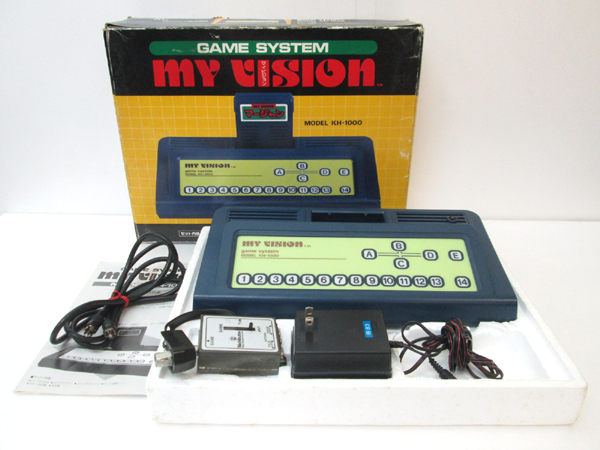
마이 비전 (1983)
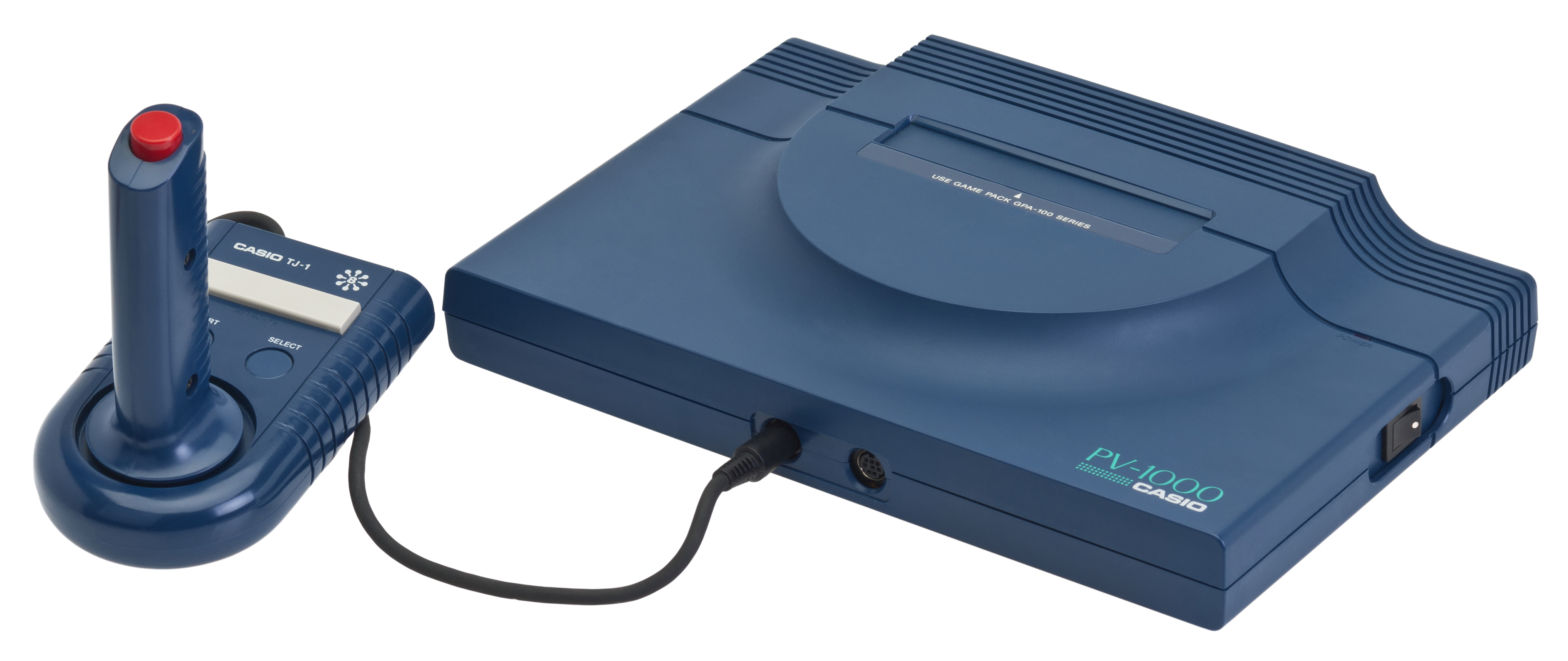
PV-1000 (1983)
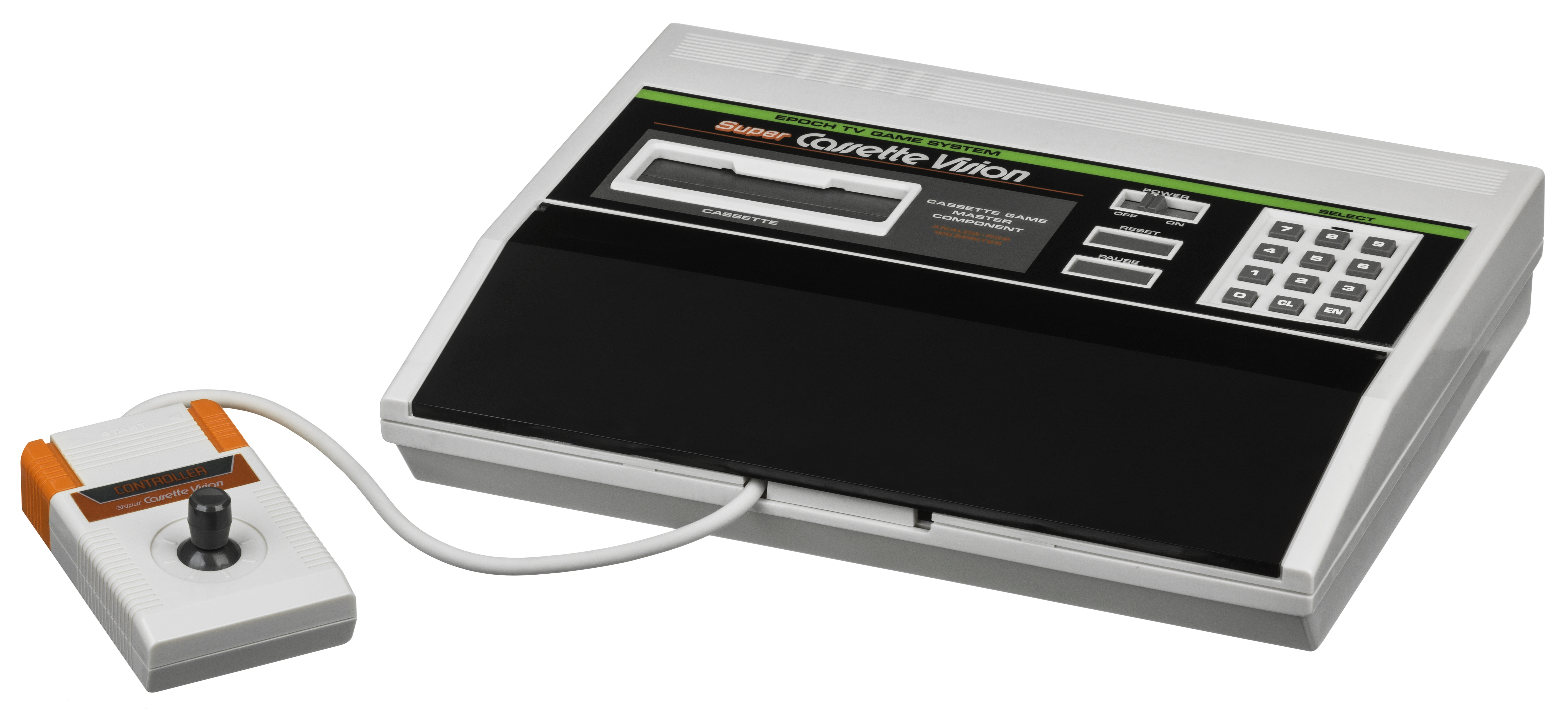
슈퍼 카세트 비전 (1984)
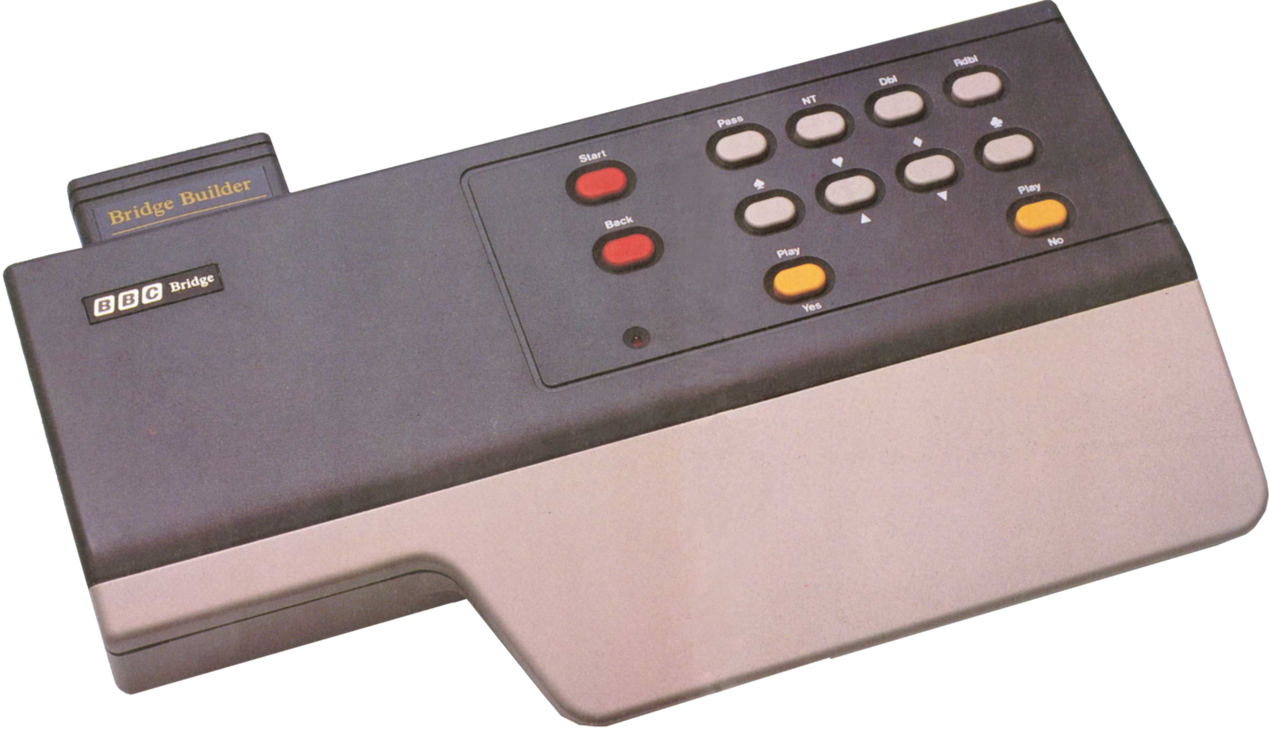
BBC 브리지 컴패니언 (1985)
LJN 비디오 아트 (1985)
재믹스 (1985)
헬시온 미출시 (1985년 예정)
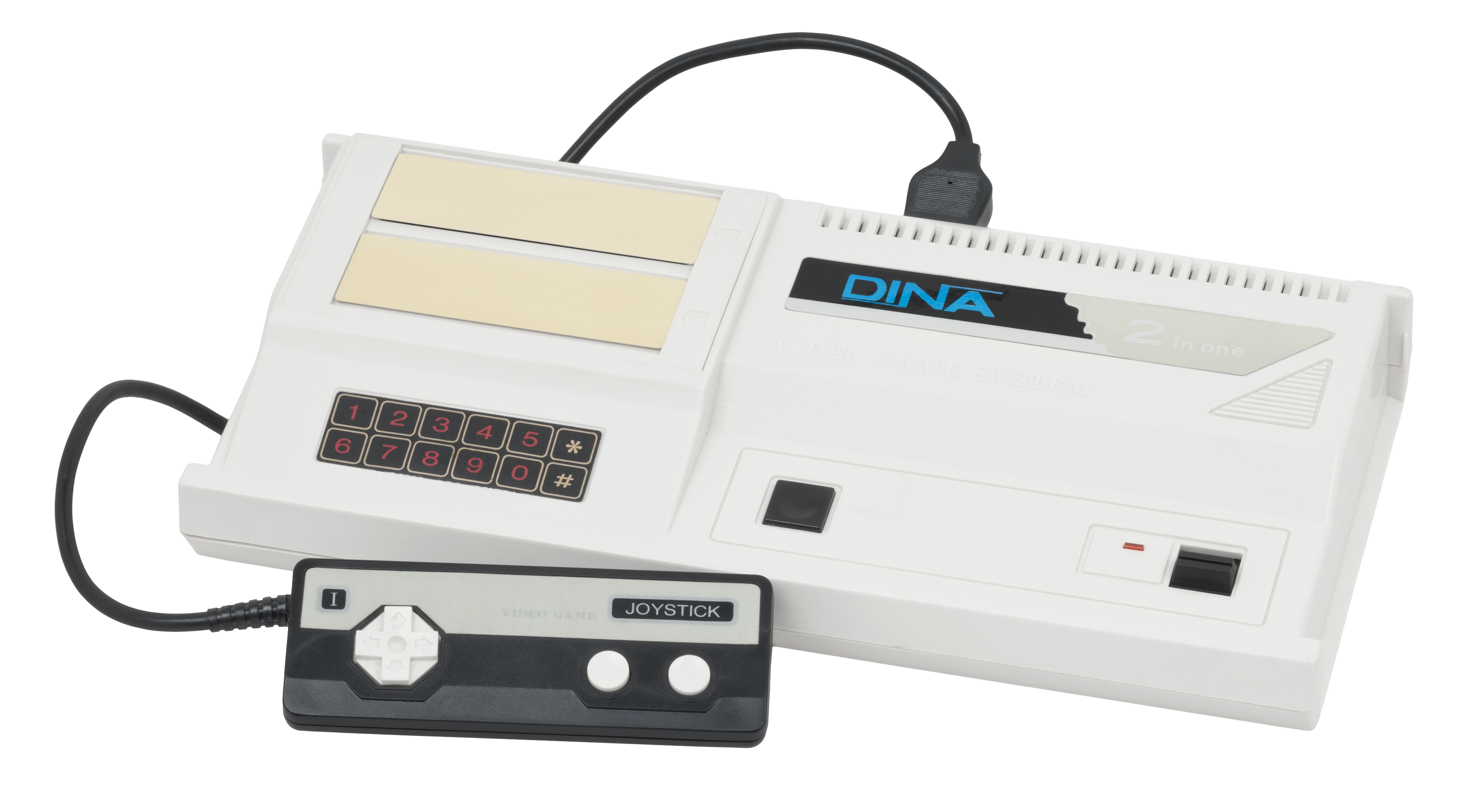
다이나 (텔레게임스 퍼스널 아케이드) (1986)
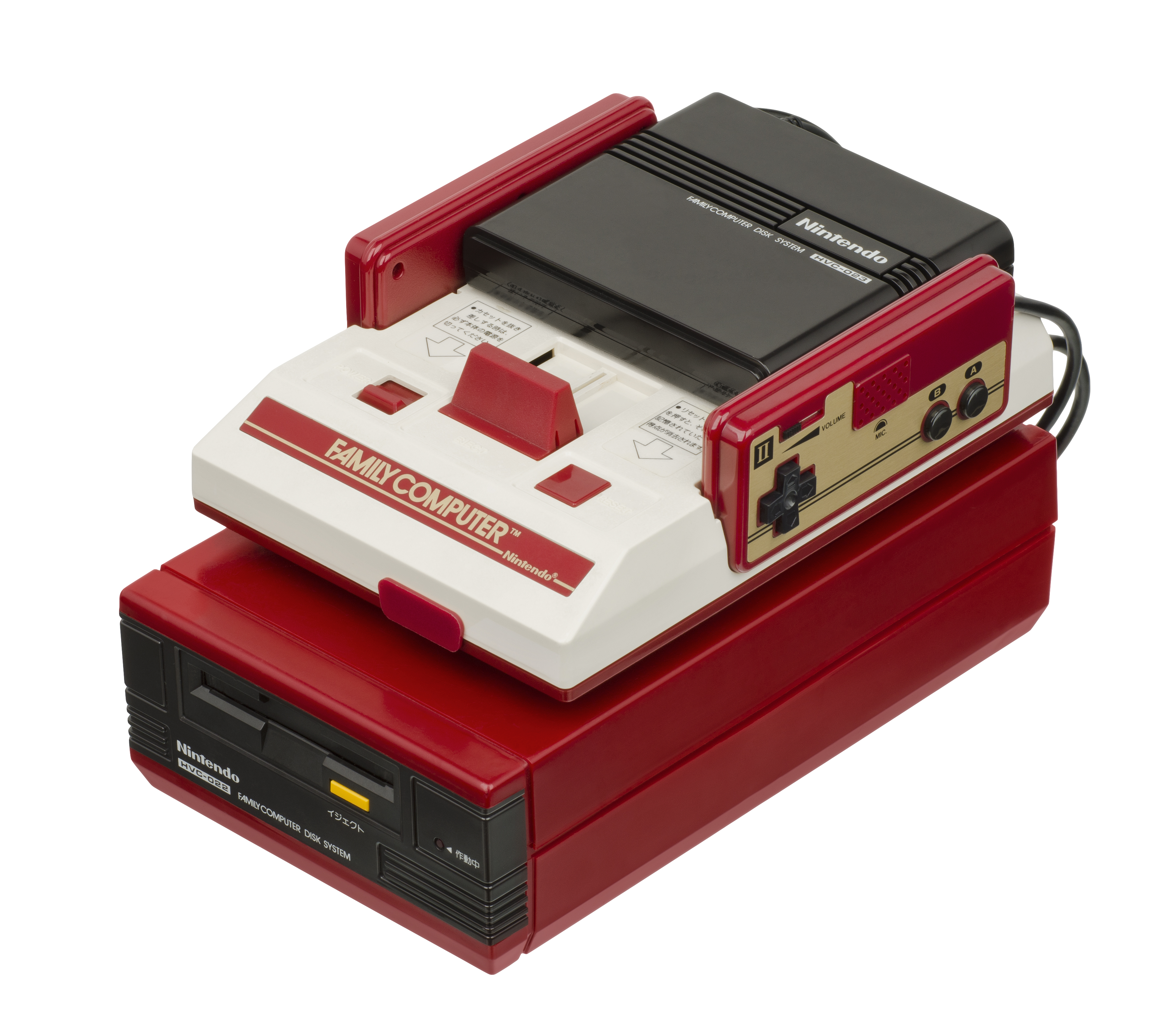
패밀리 컴퓨터 디스크 시스템 (1986)
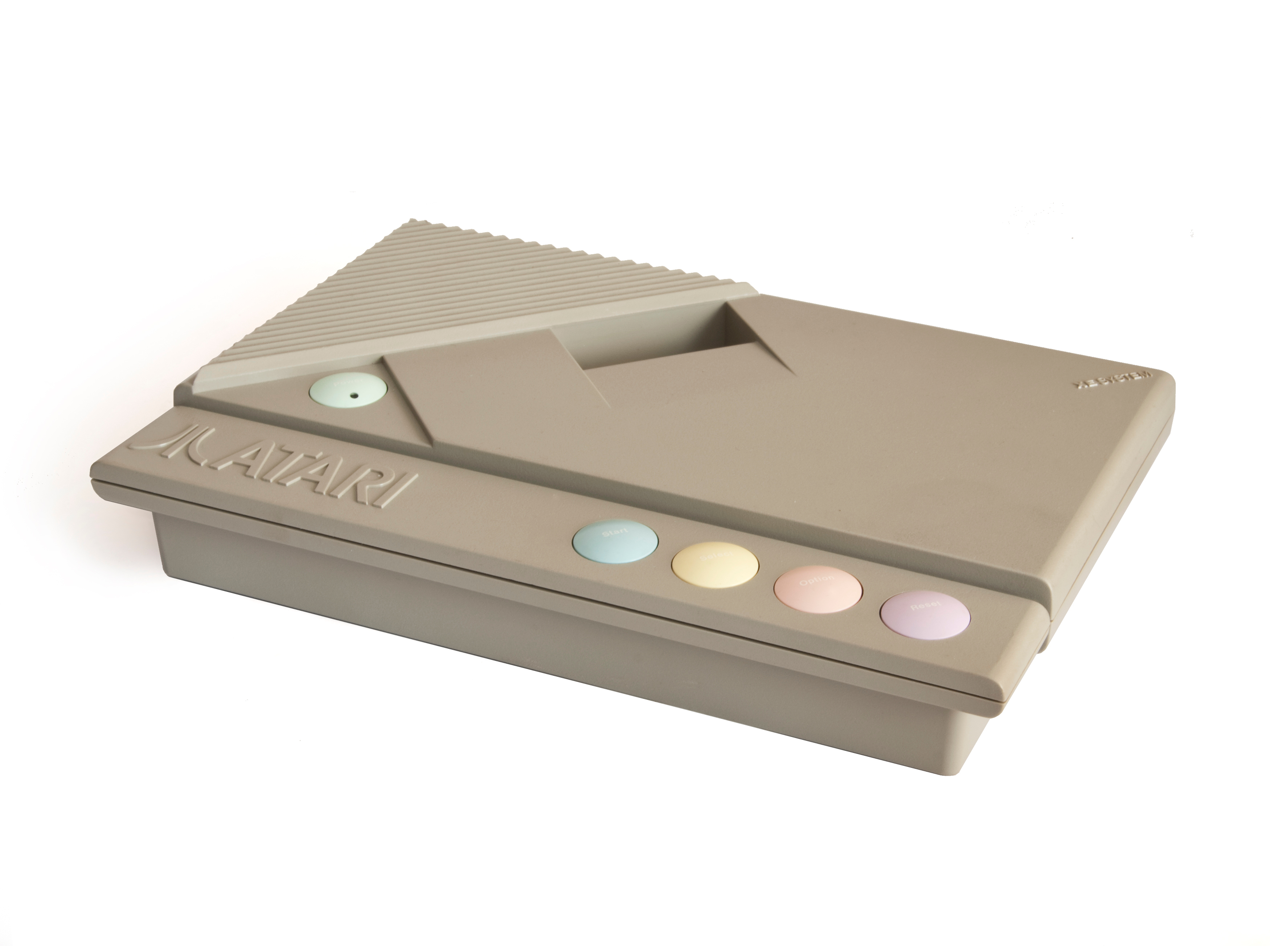
아타리 XEGS (1987)
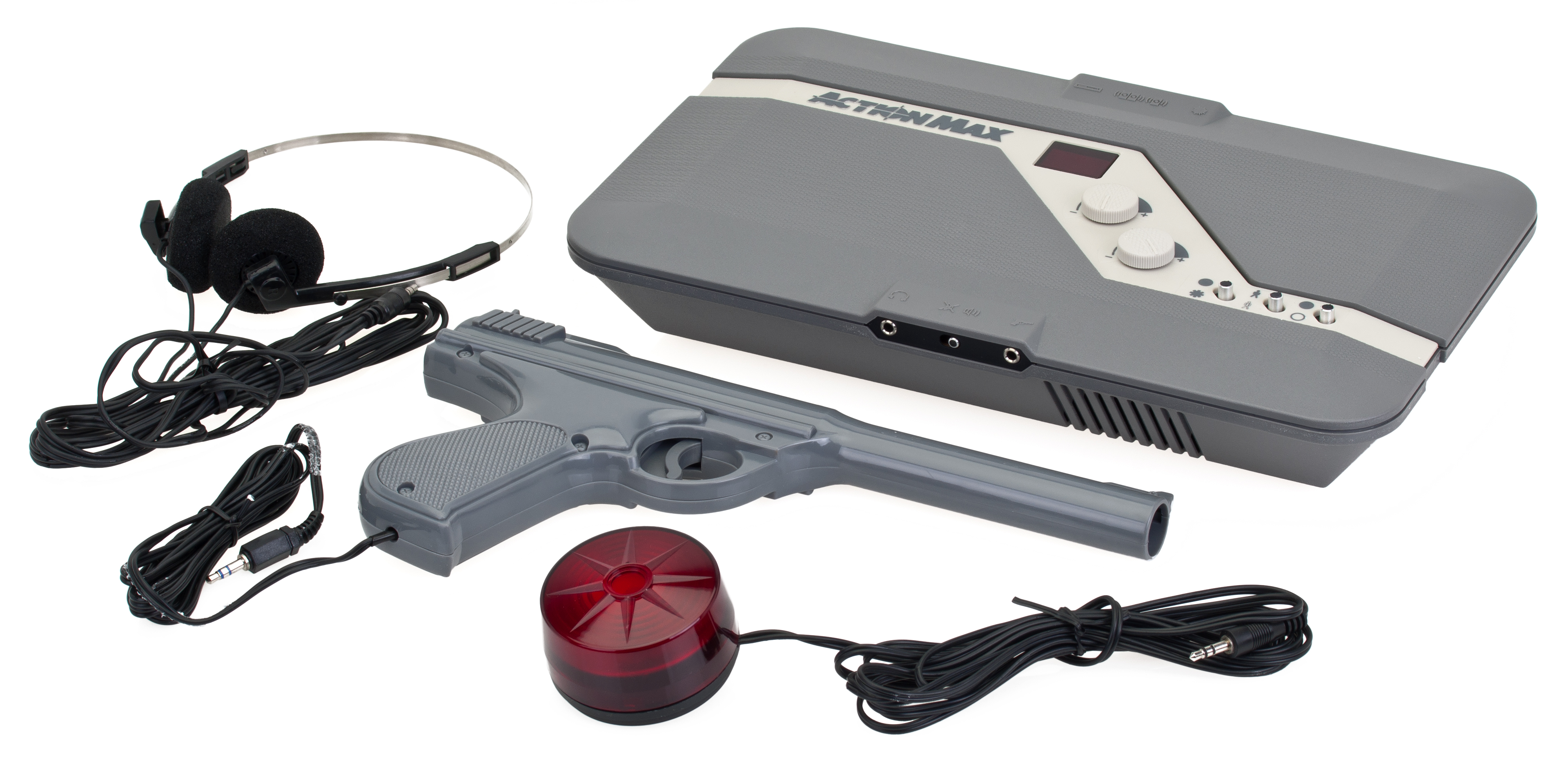
액션 맥스 (1987)
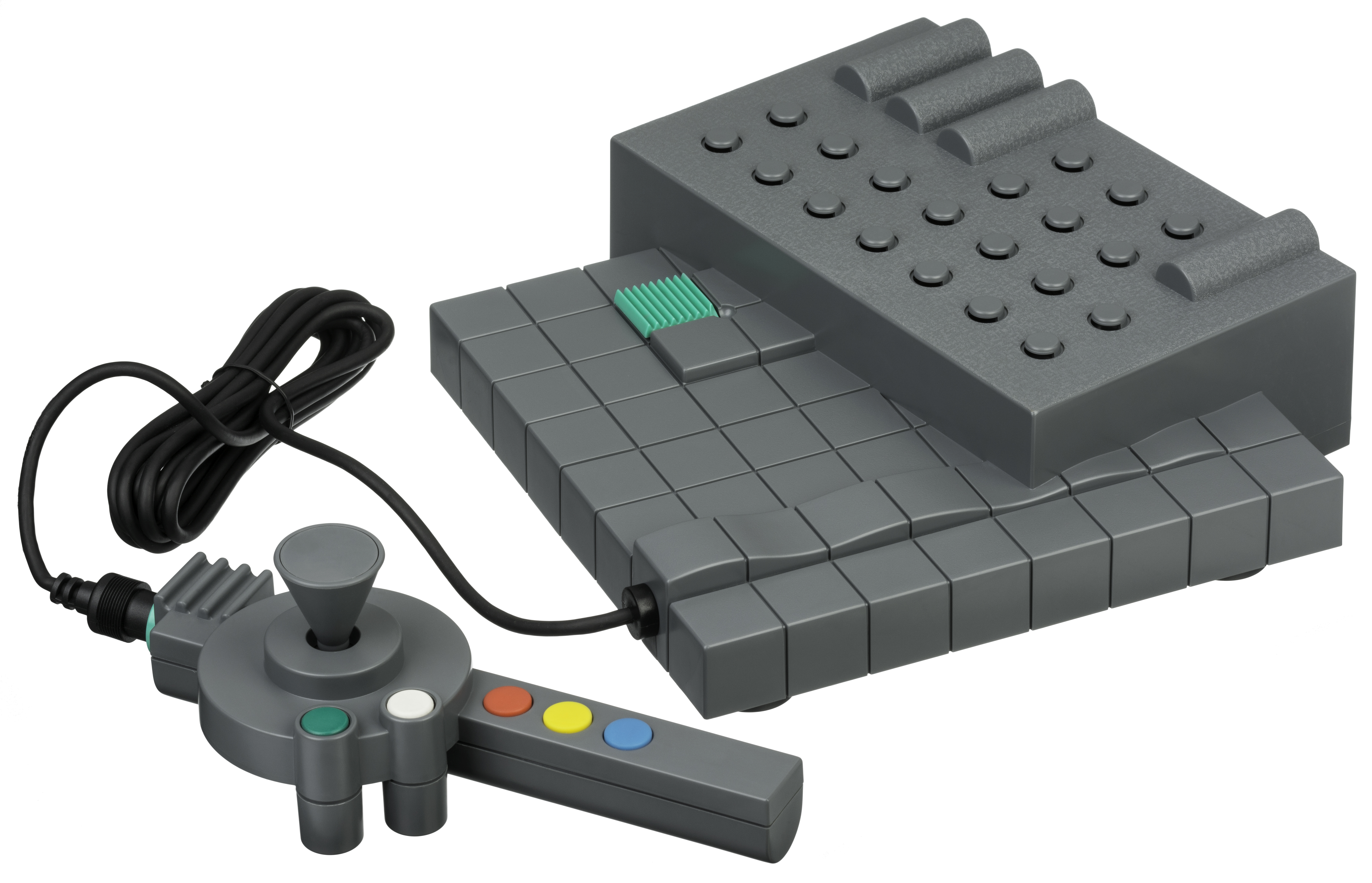
뷰마스터 인터랙티브 비전 (1988)
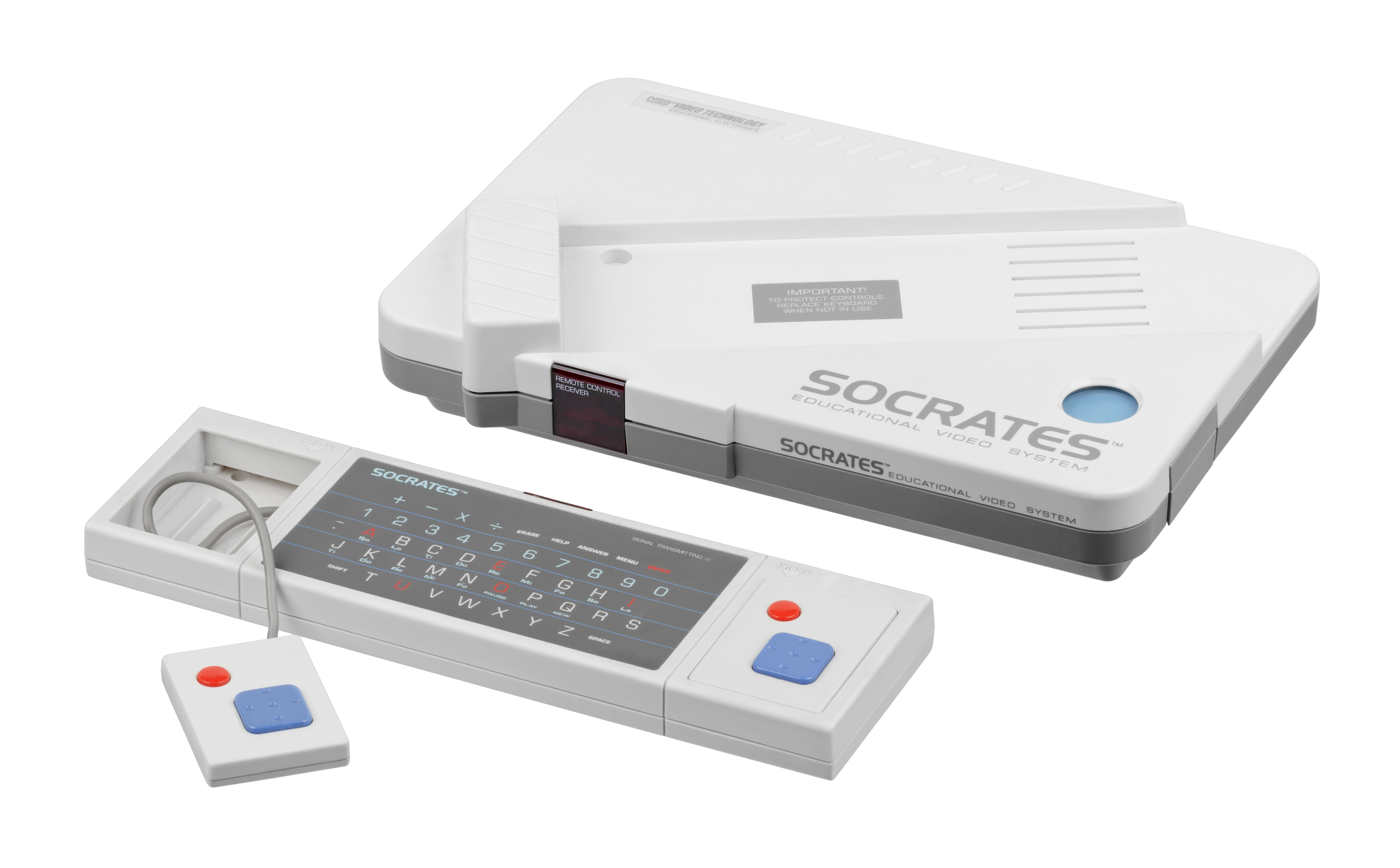
브이테크 소크라테스 (1988)
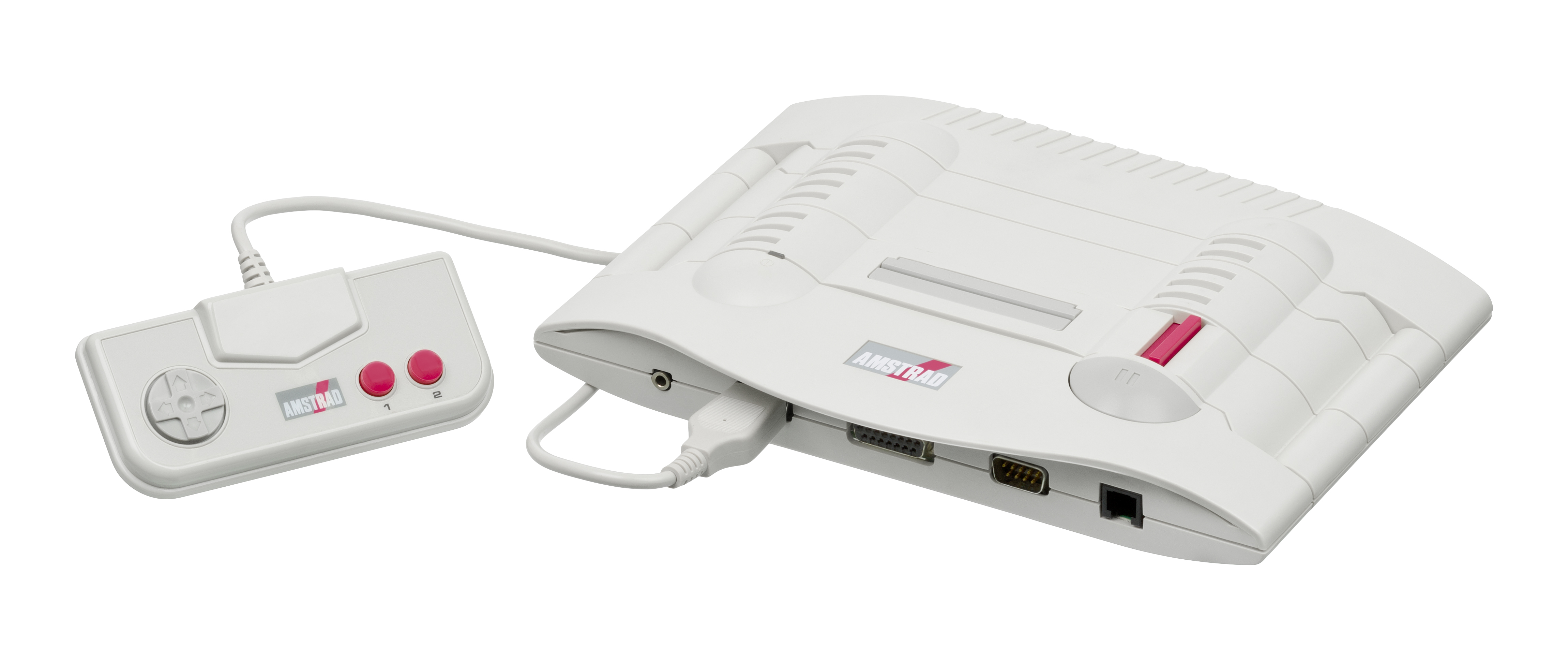
암스트래드 GX4000 (1990)
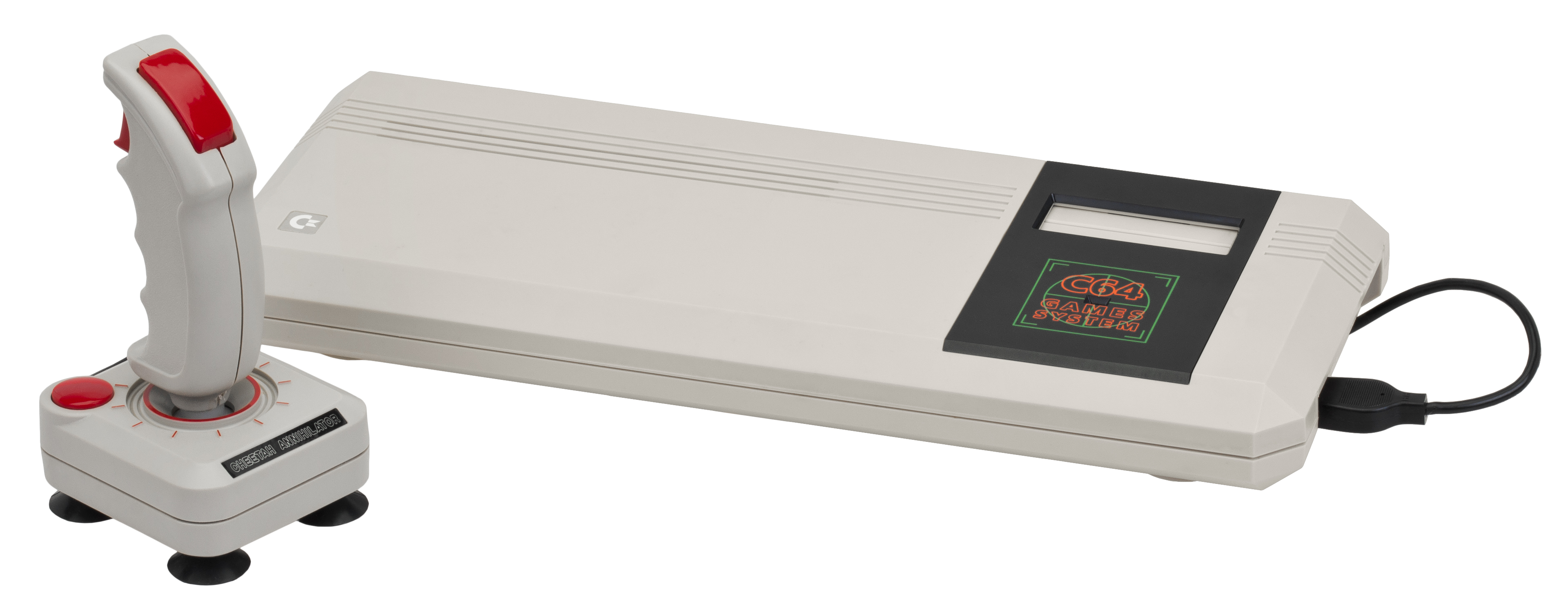
코모도어 64 게임스 시스템 (1990)
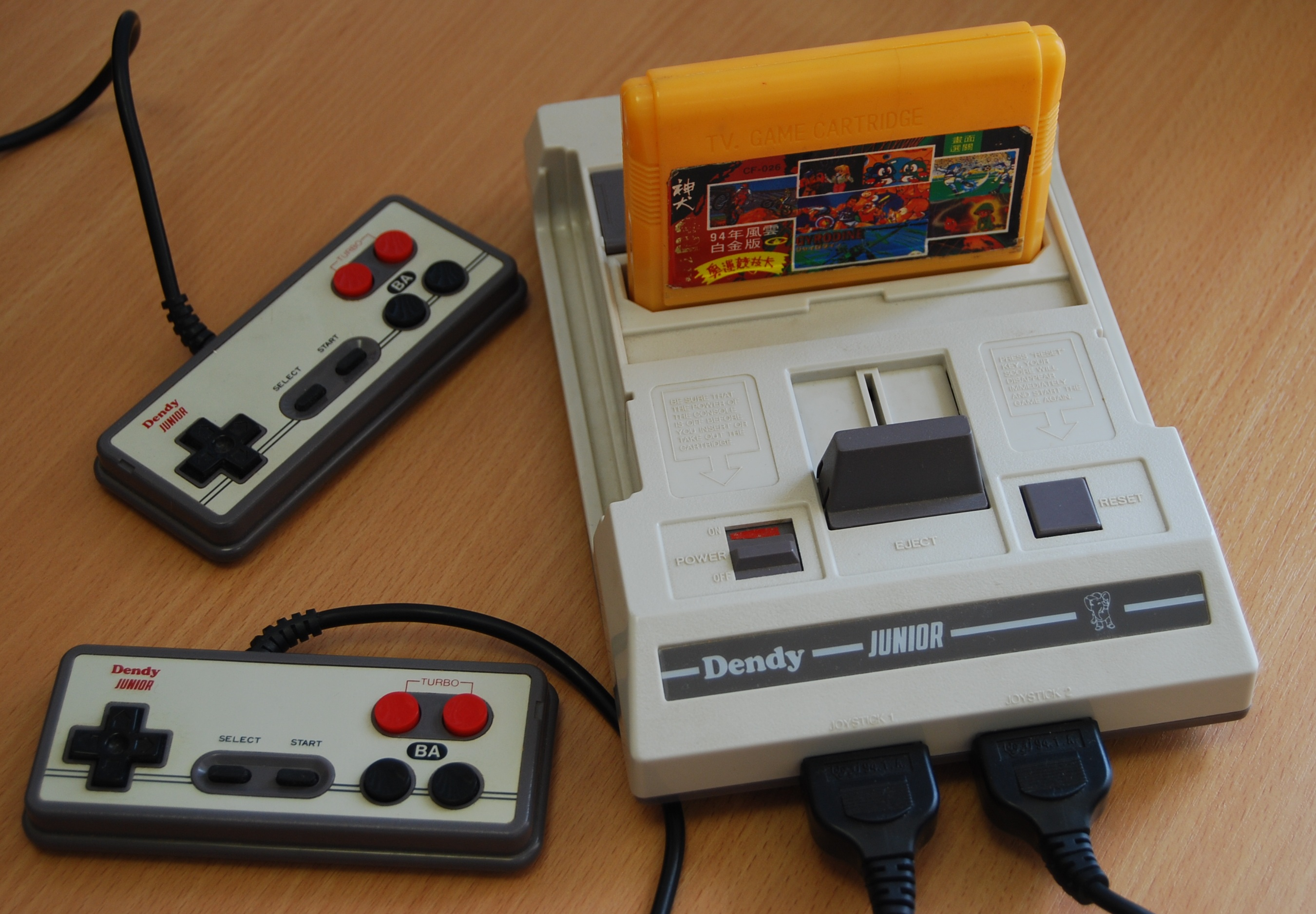
덴디 (1992) (패미클론)

## 참고 문헌
- Herman, Leonard (2007).  P. J. Wolf, Mark, 편집. 《A New Generation Of Home Video Game Systems》. 《The Video Game Explosion: A History from PONG to Playstation and Beyond》. ISBN 9780313338687.